# Korbfabrik Berthold Lawrenz
Die Korbfabrik Berthold Lawrenz war eine Korbwarenfabrik in Kröpelin, Mecklenburg. Sie stellte bis zu ihrer Schließung 1923/24 unter anderem Strandkörbe in der noch heute populären Form des Zweisitzers her.

## Unternehmensgeschichte

### Gründung
Der aus Norddeutschland (vermutlich Hamburg) stammende Berthold Albrecht Lawrenz eröffnete die Korbfabrik in Kröpelin 1907 mit aus seiner Familie stammendem Startkapital. Zur gleichen Zeit wurde der gelernte Korbmacher Franz Schaft (1868–1958) wegen seiner Teilnahme an der Demonstration zum 1. Mai in Rostock als Mitglied des Holzarbeiterverbands fristlos von seinem bisherigen Arbeitgeber, dem Korbmachermeister Wilhelm Bartelmann, gekündigt.
So stand einer Zusammenarbeit zwischen Schaft und Lawrenz nichts im Wege.
Beide kannten sich bereits zuvor durch Korbmachertreffen in Rostock, bei welchen Lawrenz unter anderem Schafts Ideen bezüglich der qualitativen Verbesserung von Strandkörben vernahm und aus ihnen ein Geschäft machen wollte.

### Standort

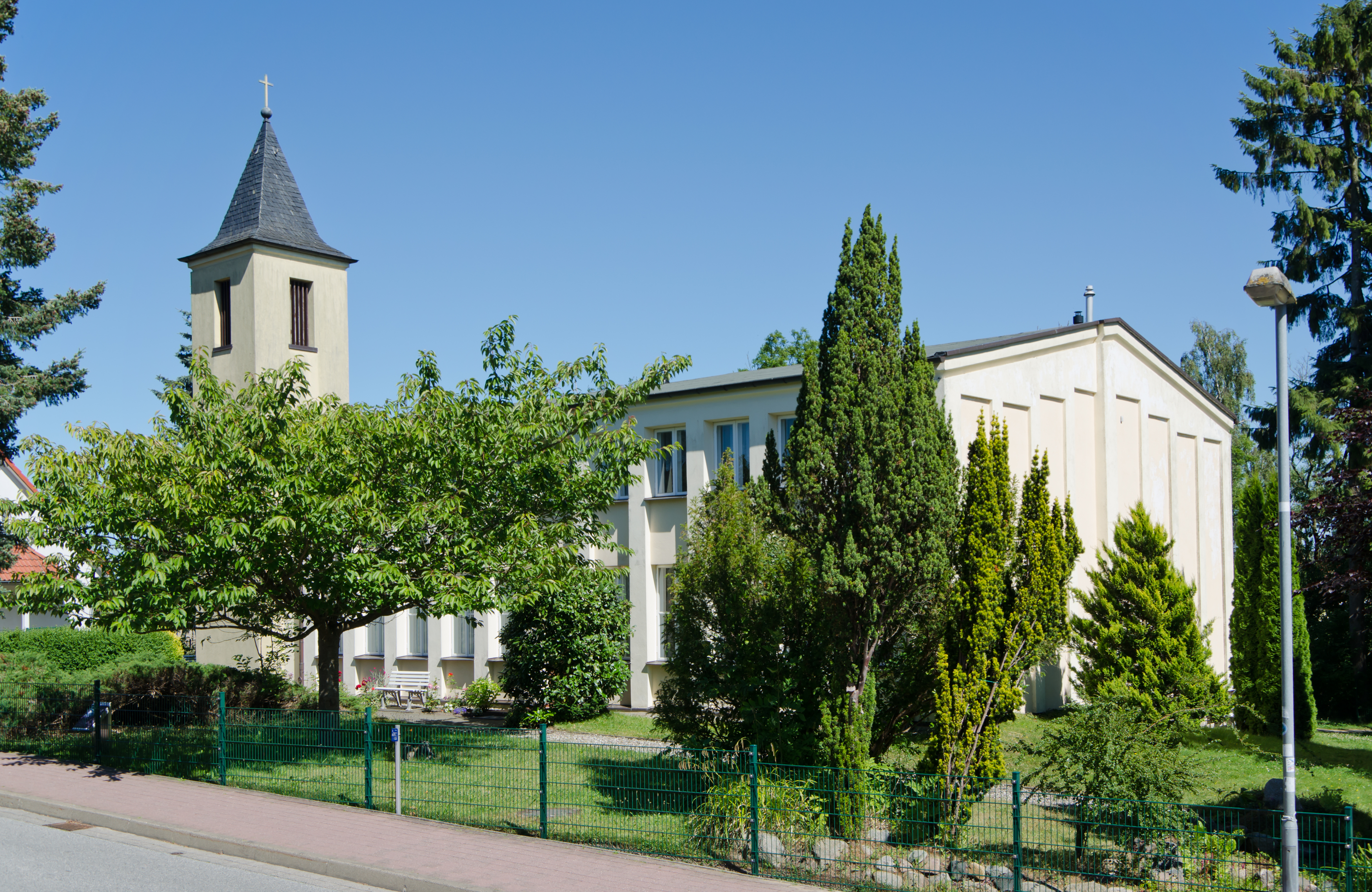
Kirche St. Josef in Kröpelin, die umgebaute Werkhalle der Korbfabrik

Lawrenz kaufte eine heruntergekommene Scheune in der heutigen Dammstraße auf, um in dieser die Werkhalle für die Korbproduktion zu errichten.
Für seinen Privatgebrauch baute er einen Wohnbereichstrakt an. Dieser wurde nach Schließung der Korbwarenfabrik abgerissen.
Nachdem die Halle bis nach Ende des Zweiten Weltkrieges als Lazarett und zur Unterbringung von Flüchtlingen genutzt wurde, stand sie für lange Zeit leer, um 1962 zu der noch heute bestehenden katholischen Kirche „Sankt Josef“ umgebaut zu werden.

### Personalsituation
Dem Unternehmensgründer und -besitzer Berthold Albrecht Lawrenz unterstanden bis zu 100 Arbeiter, welche sich während des Ersten Weltkriegs aus etwa 30 Angestellten und 70 Kriegsgefangenen zusammensetzten.
Diese Arbeiter beaufsichtigte und instruierte Franz Schaft, welcher von 1907 bis 1917 bei Lawrenz als Korbmachermeister tätig war. Als einziger gelernter Korbmacher der Fabrik lernte Schaft die Arbeiter an. Lehrlinge gab es nicht.
Trotz aus heutiger Sicht überdurchschnittlich vieler Arbeitsstunden erhielten die Angestellten so wenig Lohn, dass sie gezwungen waren, eine weitere Tätigkeit (z. B. In der Landwirtschaft) auszuführen. Die Kriegsgefangenen erhielten notdürftige Mahlzeiten als Lohn.
Die Korbwarenfabrik Berthold Lawrenz galt als reiner Männerbetrieb, abgesehen von der saisonalen Beschäftigung der Weidenschälung, bei welcher nicht nur Fremdarbeiter, sondern nach dem Ersten Weltkrieg auch Flüchtlinge und Flüchtlingsfrauen hinzugezogen wurden.

### Niedergang
Infolge der Inflation nach dem Ersten Weltkrieg ging die Zahl der Aufträge für die Korbwarenfabrik Berthold Lawrenz stark zurück.
Aufgrund der finanziellen Lage verließ Lawrenz 1923/24 seine Fabrik, um in Göldenitz (Mecklenburg) mit geringem wirtschaftlichem Erfolg einen Landwirtschaftsbetrieb zu eröffnen.
Nach der Schließung arbeitete Korbmachermeister Schaft mit einer privaten Werkstatt in seinem erlernten Beruf weiter.

## Produktion

### Rohstoff
Als Rohstoff dienten Weidenruten von bis zu 4 cm Durchmesser. Diese wurden von der Weidenplantage zwischen Detershagen (Mecklenburg) und Kröpelin bezogen.
Kurz vor dem Ersten Weltkrieg wurde erwogen, indisches Rohr statt der üblichen Weiden für die Korbproduktion zu ordern. Diese Idee wurde aufgrund der Widerspenstigkeit des Materials und der daraus resultierenden aufwändigeren Verarbeitung jedoch verworfen.

### Produktionsablauf
Jährlich wurden die Weiden im Winter mit Weidenmessern geschnitten, um die Ruten anschließend frisch austreiben zu lassen. Unterschieden wurde in grüne und weiße Weiden. Als grüne Weiden wurden diejenigen bezeichnet, die mit Rinde weiterverarbeitet wurden; diese wurden zur Trocknung horizontal gelagert, während die weißen, also jene Ruten, die geschält werden sollten, vertikal getrocknet wurden. Am Vortag der Verarbeitung wurden die grünen Weiden nur in Bassins eingeweicht, während die weißen Weiden stehend in Bäche eingesetzt wurden, um zu wurzeln, damit die Weidenschäle einfacher erfolgen konnte. Mit Hilfe eines kleinen Dreisterns wurden manche Ruten anschließend in drei Schienen geteilt. Mit diesen Schienen wurden die Körbe ausgeflochten. Die unzerteilten Ruten dienten als Grundgestell, zu welchem sie nach Erhitzung zusammengebogen wurden. Während Strandkörbe auf dem Boden bearbeitet wurden, wurden alle anderen Produkte auf auf Tischen befindlichen Brettern mit einem Pflock befestigt.

### Produkte und Absatz
Bekannt war die Korbwarenfabrik vor allem für ihre runden und viereckigen Munitionskörbe, welche sie für das Militär insbesondere während des Ersten Weltkrieges herstellte.
Als Besonderheit galten die Strandkörbe, eine Entwicklung Schafts, welcher 1906 in Rostock seinen Meisterbrief für die Ausarbeitung einer Idee seines Vaters Johann Adolf Schaft erhielt: den Zweisitzer-Strandkorb in Form eines gepolsterten Liegekorbes mit herausziehbaren Fußstützen, kleinen klappbaren Seitentischen sowie Armlehnen. Diese wurden vorwiegend an alle deutschen Ostseebäder zum Verkauf geliefert (dort wiederum wurden sie von Verbänden verliehen), allerdings wurden die begehrten Strandkörbe, von denen in der Korbwarenfabrik Berthold Lawrenz jährlich etwa 100 Stück hergestellt wurden, auch nach Dänemark sowie in die Niederlande exportiert.
Des Weiteren wurden Kartoffelkörbe (60-Pfund-Kiepen), Rohrmöbel und Taschen produziert.